# Rwanda na Letnich Igrzyskach Olimpijskich 2016
Rwande na Letnich Igrzyskach Olimpijskich 2016 w Rio de Janeiro reprezentowało siedmiu zawodników. Był to 9. start reprezentacji Rwandy na letnich igrzyskach olimpijskich.

## Reprezentanci

### Pływanie
| Zawodnik         | Konkurencja                 | Eliminacje | Eliminacje | Półfinał | Półfinał | Finał | Finał   |
| Zawodnik         | Konkurencja                 | Czas       | Miejsce    | Czas     | Miejsce  | Czas  | Miejsce |
| ---------------- | --------------------------- | ---------- | ---------- | -------- | -------- | ----- | ------- |
| Johanna Umurungi | 100 m st. motylkowym kobiet | 1:11,92    | 43.        | NQ       | NQ       | NQ    | NQ      |
| Eloi Imaniraguha | 50 m st. dowolnym mężczyzn  | 26,43      | 68.        | NQ       | NQ       | NQ    | NQ      |

### Lekkoatletyka
| Zawodnik              | Konkurencja      | Finał    | Finał   |
| Zawodnik              | Konkurencja      | Rezultat | Pozycja |
| --------------------- | ---------------- | -------- | ------- |
| Ambroise Uwiragiye    | Maraton mężczyzn | 2:25:57  | 99.     |
| Claudette Mukasakindi | Maraton kobiet   | 3:05:57  | 126.    |
| Salome Nyirarukundo   | 10000 m kobiet   | 32:07,80 | 27.     |

### Kolarstwo górskie
| Zawodnik          | Konkurencja   | Czas               | Pozycja            |
| ----------------- | ------------- | ------------------ | ------------------ |
| Nathan Byukusenge | Cross-country | 3 okrążenia straty | 3 okrążenia straty |

### Kolarstwo szosowe
| Zawodnik          | Konkurencja                | Czas | Pozycja |
| ----------------- | -------------------------- | ---- | ------- |
| Adrien Niyonshuti | Wyścig ze startu wspólnego | DNF  | DNF     |